# Mary Russell (duchesse de Bedford)
Pour les articles homonymes, voir Russell.
Mary Du Caurroy Russell, née le 26 septembre 1865 à Stockbridge et morte en mer du Nord vers le 22 mars 1937, est une infirmière, ornithologue et pionnière de l'aviation britannique. Elle est l'une des premières femmes membres de la Linnean Society of London (1905). Elle est connue pour sa participation à la fondation d'hôpitaux durant la Première Guerre mondiale. Plus tard, elle a participé à des vols aéronautiques pionniers, à destination de Karachi et du Cap.

## Biographie

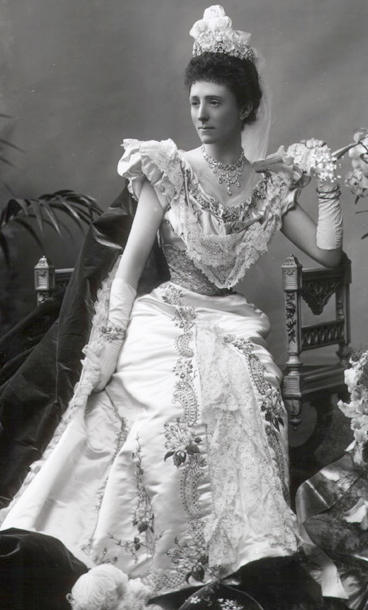
Photo parue en 1898, The Ladies' Field.

Née Mary Tribe, à Stockbridge, où son père, Walter Harry Tribe, un prêtre anglican, exerce son ministère. Sa mère est Sophie Lander, son grand-père, Charles Lander, a été consul-général britannique dans les Dardanelles. Son père est nommé en 1867 en Inde, dans les provinces du Nord-Ouest. Sa sœur et elle restent dans la famille en Angleterre, dans le Sussex. Elle fait ses études au Cheltenham Ladies' College en 1877-1881, scolarité interrompue par une année de césure à Zurich, en 1878-1879. Elle rejoint ses parents à Lahore où son père est devenu archidiacre anglican, et elle séjourne en Inde jusqu'à son mariage. Le 31 janvier 1888, elle épouse Herbrand Russell à Barrackpore, dans l'actuel Bengale-Occidental. Herbrand Russell, lui-même zoologiste amateur, hérite du titre de duc de Bedford en 1893, et Mary Russell est désormais connue comme duchesse de Bedford. Leur fils, le naturaliste Hastings Russell, est connu pour ses sympathies politiques d'extrême-droite. Elle développe une surdité importante, durant les premières années de son mariage, probablement consécutive à une fièvre typhoïde contractée à son arrivée en Inde.

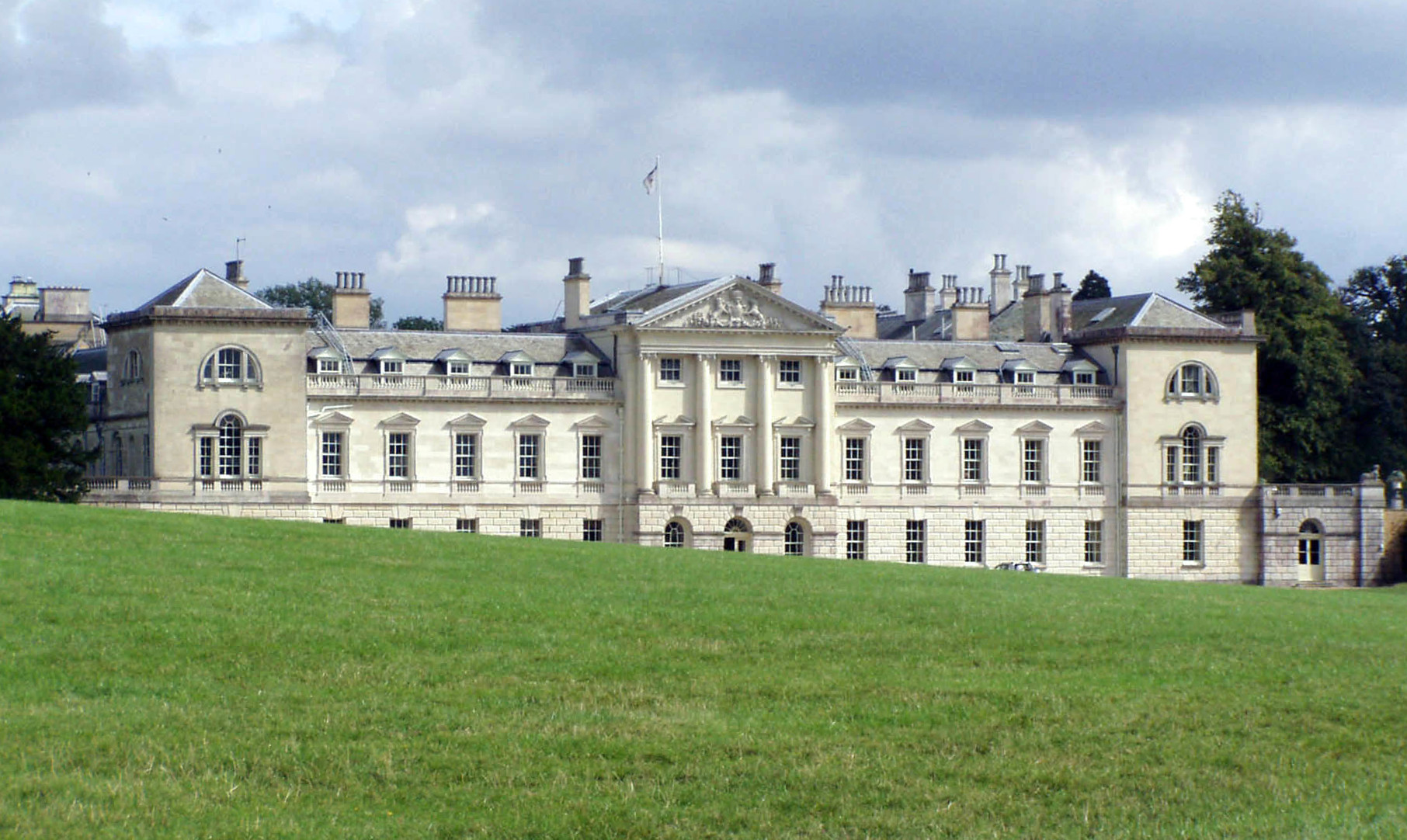
Demeure familiale des Bedford, l'abbaye de Woburn.

Après leur mariage, le couple s'installe en Angleterre. Mary fait des études d'infirmières à Londres. En 1898, elle ouvre un hôpital provisoire sur le domaine familial de Woburn, qu'elle transforme en hôpital modèle en 1903 et dont elle prend la direction. Durant la Première Guerre mondiale, elle transforme l'hôpital en hôpital militaire, en lien avec l'hôpital général de l'abbaye de Woburn. Elle se forme en chirurgie, et en 1917, devient chirurgienne-assistante de son hôpital. Elle complète sa formation en radiographie et radiologie. En 1920, l'hôpital de Woburn Abbey ferme, et elle se consacre à son hôpital modèle, qu'elle réorganise et qui devient un hôpital civil. Elle est récompensée en 1928 en étant élevée à la dignité de dame commandeur de l'ordre de l'Empire britannique.

## Intérêts pour l'ornithologie et adhésion à laLinnean Society of London
Mary Russell s'intéresse à l'ornithologie, et elle est acceptée, en 1905, parmi les quinze premières femmes membres de la Linnean Society of London. Entre 1909 et 1914, elle fait des observations sur Fair Isle, souvent en compagnie de William Eagle Clarke. Elle consigne ses observations dans un journal, A Bird-watcher's Diary, publié à titre posthume, en 1938.
Elle est membre de la Women's Tax Resistance League, un groupe associé à l'Union sociale et politique des femmes qui utilise la résistance fiscale pour protester contre le refus de l'État d'accorder le droit de vote aux femmes.

## Pionnière de l'aviation

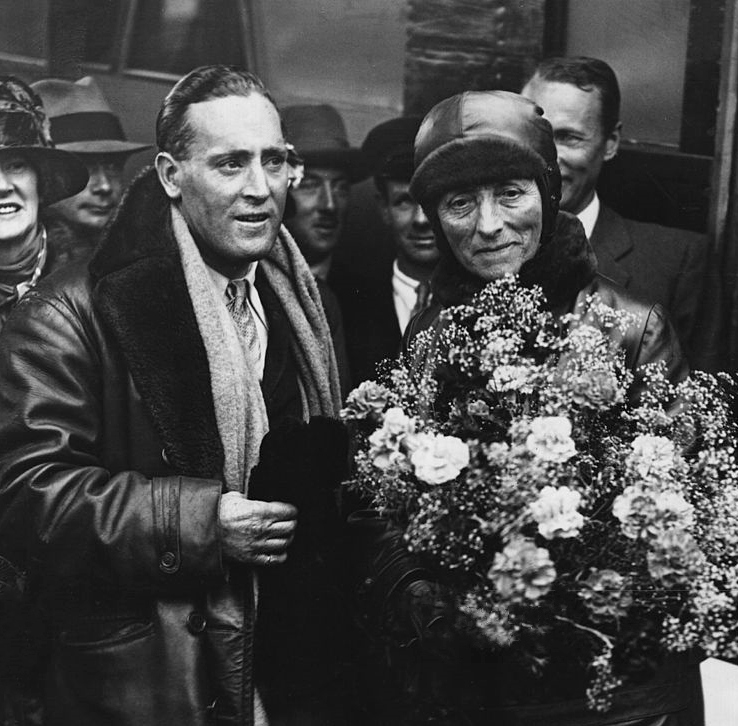
Barnard et Russel, de retour d'Inde, 9 août 1929.

Mary Russel s'intéresse également à l'aviation. Le 2 août 1929, elle tente un  vol de 10 000 km au départ de l'aérodrome de Lympne, à destination de Karachi et retour à Croydon. Ce périple est effectué sur un monomoteur Fokker F.VII (G-EBTS, qu'elle a baptisé « The Spider », avec le lieutenant-colonel D. Barnard et le mécanicien Robert (Bob) Little, il dure huit jours. Le 8 avril 1930, elle fait son premier vol en solo, sur un De Havilland DH.60 Moth (G-AAAO), puis, le 10 avril 1930, elle tente un record de vol depuis Lympne à destination du Cap, dans « The Spider ». Ce vol de 9 000 km dure 91 heures et vingt minutes sur une durée totale de 10 jours, à nouveau avec Barnard et Little,.
Elle effectue d'autres vols, en 1934 et 1935, avec comme copilote R. C. Preston, dans le De Havilland DH.80A Puss Moth G-ABOC, à destination du Sahara occidental et du nord du Nigeria.
La duchesse meurt en mars 1937, après avoir quitté Woburn dans un DH.60GIII Moth (G-ACUR), qui s'est écrasée en mer du Nord au large de Great Yarmouth. Son corps n'a pas été retrouvé

## Hommages et distinctions
- 1905 : membre de la Linnean Society of London (FLS)
- 1918 : Croix rouge royale, pour ses services infirmiers à l'hôpital de Woburn[8]
- 1928 : Dame commandeur de l'ordre de l'Empire britannique[9]
- Dame de grâce de l'ordre de Saint-Jean (DGStJ)